# Linum marojejyense
Linum marojejyense är en linväxtart som först beskrevs av Jean-Henri Humbert, och fick sitt nu gällande namn av C.M. Rogers. Linum marojejyense ingår i släktet linsläktet, och familjen linväxter. Inga underarter finns listade i Catalogue of Life.